# Teorema da bandeira britânica

Figura 1.

Na geometria euclidiana, o teorema da bandeira britânica afirma que, dado um ponto P escolhido dentro do retângulo ABCD, então
{\displaystyle AP^{2}+PC^{2}=BP^{2}+DP^{2}.\,}
O teorema também se aplica aos pontos fora do retângulo, embora a prova seja mais difícil de visualizar neste caso.

## Prova
Na figura 1, pelo teorema de Pitágoras, temos:
- {\displaystyle AP^{2}=Aw^{2}+Az^{2}\,}
- {\displaystyle PC^{2}=wB^{2}+zD^{2}\,}
- {\displaystyle BP^{2}=wB^{2}+Az^{2}\,}
- {\displaystyle PD^{2}=zD^{2}+Aw^{2}\,}

Portanto:
{\displaystyle AP^{2}+PC^{2}=Aw^{2}+Az^{2}+wB^{2}+zD^{2}=wB^{2}+Az^{2}+zD^{2}+Aw^{2}=BP^{2}+PD^{2}\,}

## Nome

A bandeira do Reino Unido.

O teorema recebe este nome porque os segmentos de retas desenhados no retângulo fazem com que a figura lembre a bandeira do Reino Unido.